# 拉各斯美国国际学校
拉各斯美国国际学校（英語：American International School of Lagos, AISL），是一所位于尼日利亚拉各斯的美国国际学校。学校创建于1964年，教学范围囊括学前班至12年级。此外维多利亚岛校区于1981年开业。

## 学生群体
拉各斯美国国际学校的学生群体具有广泛的多样性，包括600多名学生，其中大约30%是美国人；来自印度、英国、尼日利亚、加拿大、南非、以色列、黎巴嫩和荷兰的学生都占了很大一部分，其余的学生来自50多个国家，反映了学校的国际化特点。

## 著名校友
- 迈克尔·布洛斯（英语：Michael Boulos） 尼日利亚裔美国企业高管、蒂芙尼·特朗普的合作伙伴[2]。